# 2012年の日本シリーズ
2012年の日本シリーズ（2012ねんのにっぽんシリーズ、2012ねんのにほんシリーズ）は、2012年（平成24年）10月27日から11月3日まで開催された読売ジャイアンツ（以下、巨人）と北海道日本ハムファイターズ（以下、日本ハム）による、第63回プロ野球日本選手権シリーズである。
今大会も前年に引き続き、ゲームソフト大手コナミ株式会社（後のコナミホールディングス株式会社）が大会特別協賛スポンサーとなり、大会名を「KONAMI日本シリーズ2012」として開催された。

## 概要
2011年に引き続き、本シリーズも全試合ドーム球場での開催となった。
巨人と日本ハムの日本シリーズでの対戦は1981年、2009年に続き3度目。過去2度の対戦と同様に、本シリーズも4勝2敗で巨人が制して、3年ぶり22度目の日本一を達成した。巨人の原辰徳監督は監督として3度目、日本シリーズ出場4回目にして初めて本拠地・東京ドームで日本一を決める形となった。一方、日本ハムの栗山英樹監督はシリーズ10人目となる新人監督の日本一が懸かっていたが、敗退した。
日本一のチームが2連勝→2連敗→2連勝のパターンは1998年の横浜ベイスターズ以来となる。このシリーズは全6試合で逆転勝利がなく、第4戦の日本ハムの1x-0によるサヨナラ勝利を含め、先制点を挙げたチームがそのまま勝っている。
勝った巨人には、11月8日から韓国の釜山・社稷野球場で開催される「アジアシリーズ2012」の日本代表としての出場権が与えられた。なお、セ・リーグ球団としては平成時代において最後の日本一となり、また2010年代の日本シリーズでは唯一、セ・リーグが日本一になった年でもあった。

## 対戦日程
- 10月27日 - 第1戦 東京ドーム（18時10分試合開始）
- 10月28日 - 第2戦 東京ドーム（18時10分試合開始）
- 10月30日 - 第3戦 札幌ドーム（18時30分試合開始）
- 10月31日 - 第4戦 札幌ドーム（18時30分試合開始）
- 11月1日  - 第5戦 札幌ドーム（18時30分試合開始）
- 11月3日  - 第6戦 東京ドーム（18時10分試合開始）

全試合とも巨人が一塁側、日本ハムが三塁側ベンチを使用。
札幌ドームで開催される第3・4・5戦は、指名打者制を採用して試合が行われた。
延長戦は15回まで。今年度レギュラーシーズンに採用された時間制限に関する特例措置（3時間30分ルール）は採用されなかった。
本シリーズでは、予告先発は実施されなかった。

## クライマックスシリーズからのトーナメント表
|  | CS1st                 | CS1st   |                                               |         | CSファイナル     | CSファイナル |                      |        | 日本選手権シリーズ | 日本選手権シリーズ |
|  |                       |         |                                               |         |                  |              |                      |        |                    |                    |
|  |                       |         |                                               |         |                  |              |                      |        |                    |                    |
|  |                       |         |                                               |         |                  |              |                      |        |                    |                    |
|  |                       |         |                                               |         |                  |              |                      |        |                    |                    |
|  |                       |         | （6戦4勝制＜含・アドバンテージ1＞) 東京ドーム |         |                  |              |                      |        |                    |                    |
|  |                       |         |                                               |         |                  |              |                      |        |                    |                    |
|  | 巨人（セ優勝）        | ☆●●●○○○ |                                               |         |                  |              |                      |        |                    |                    |
|  | 巨人（セ優勝）        | ☆●●●○○○ | （3戦2勝制） ナゴヤドーム                     |         |                  |              |                      |        |                    |                    |
|  |                       |         | 中日                                          | ★○○○●●● |                  |              |                      |        |                    |                    |
|  | 中日（セ2位）         | ○●○     | 中日                                          | ★○○○●●● |                  |              |                      |        |                    |                    |
|  | 中日（セ2位）         | ○●○     | （7戦4勝制） 東京ドーム 札幌ドーム            |         |                  |              |                      |        |                    |                    |
|  | ヤクルト（セ3位）     | ●○●     |                                               |         |                  |              |                      |        |                    |                    |
|  | ヤクルト（セ3位）     | ●○●     |                                               |         | 巨人（セCS優勝） | ○○●●○○       |                      |        |                    |                    |
|  |                       |         |                                               |         | 巨人（セCS優勝） | ○○●●○○       |                      |        |                    |                    |
|  |                       |         |                                               |         |                  |              | 日本ハム（パCS優勝） | ●●○○●● |                    |                    |
|  |                       |         |                                               |         |                  |              | 日本ハム（パCS優勝） | ●●○○●● |                    |                    |
|  |                       |         | （6戦4勝制＜含・アドバンテージ1＞) 札幌ドーム |         |                  |              |                      |        |                    |                    |
|  |                       |         |                                               |         |                  |              |                      |        |                    |                    |
|  | 日本ハム（パ優勝）    | ☆○○○    |                                               |         |                  |              |                      |        |                    |                    |
|  | 日本ハム（パ優勝）    | ☆○○○    | （3戦2勝制） 西武ドーム                       |         |                  |              |                      |        |                    |                    |
|  |                       |         | ソフトバンク                                  | ★●●●    |                  |              |                      |        |                    |                    |
|  | 西武（パ2位）         | ●○●     | ソフトバンク                                  | ★●●●    |                  |              |                      |        |                    |                    |
|  | 西武（パ2位）         | ●○●     |                                               |         |                  |              |                      |        |                    |                    |
|  | ソフトバンク（パ3位） | ○●○     |                                               |         |                  |              |                      |        |                    |                    |
|  | ソフトバンク（パ3位） | ○●○     |                                               |         |                  |              |                      |        |                    |                    |

☆・★=クライマックスシリーズ・ファイナルのアドバンテージ1勝・1敗分

## 出場資格者
| 読売ジャイアンツ | 読売ジャイアンツ | 読売ジャイアンツ         |
| ---------------- | ---------------- | ------------------------ |
| 監督             | 88               | 原辰徳                   |
| コーチ           | 83               | 岡崎郁（ヘッド）         |
| コーチ           | 71               | 川口和久（投手総合）     |
| コーチ           | 85               | 斎藤雅樹（投手）         |
| コーチ           | 89               | 村田真一（打撃）         |
| コーチ           | 80               | 江藤智（打撃）           |
| コーチ           | 75               | 勝呂壽統（内野守備走塁） |
| コーチ           | 79               | 大西崇之（外野守備走塁） |
| コーチ           | 82               | 秦真司（バッテリー）     |
| コーチ           | 76               | 高田誠（ブルペン）       |
| コーチ           | 78               | 川相昌弘（二軍監督）     |
| 投手             | 13               | 高木康成                 |
| 投手             | 15               | 澤村拓一                 |
| 投手             | 17               | 東野峻                   |
| 投手             | 18               | 杉内俊哉                 |
| 投手             | 20               | スコット・マシソン       |
| 投手             | 26               | 内海哲也                 |
| 投手             | 28               | 金刃憲人                 |
| 投手             | 30               | 宮國椋丞                 |
| 投手             | 35               | 西村健太朗               |
| 投手             | 43               | 小野淳平                 |
| 投手             | 45               | 野間口貴彦               |
| 投手             | 47               | 山口鉄也                 |
| 投手             | 49               | ディッキー・ゴンザレス   |
| 投手             | 54               | デニス・ホールトン       |
| 投手             | 57               | 高木京介                 |
| 投手             | 59               | 福田聡志                 |
| 投手             | 62               | 江柄子裕樹               |
| 投手             | 94               | 小山雄輝                 |
| 捕手             | 10               | 阿部慎之助               |
| 捕手             | 27               | 實松一成                 |
| 捕手             | 40               | 加藤健                   |
| 捕手             | 69               | 市川友也                 |
| 内野手           | 00               | 寺内崇幸                 |
| 内野手           | 0                | 藤村大介                 |
| 内野手           | 2                | 小笠原道大               |
| 内野手           | 6                | 坂本勇人                 |
| 内野手           | 9                | 亀井義行                 |
| 内野手           | 25               | 村田修一                 |
| 内野手           | 33               | 石井義人                 |
| 内野手           | 42               | エドガー・ゴンザレス     |
| 内野手           | 51               | 古城茂幸                 |
| 内野手           | 61               | 中井大介                 |
| 外野手           | 7                | 長野久義                 |
| 外野手           | 8                | 谷佳知                   |
| 外野手           | 12               | 鈴木尚広                 |
| 外野手           | 24               | 高橋由伸                 |
| 外野手           | 31               | 松本哲也                 |
| 外野手           | 36               | ジョン・ボウカー         |
| 外野手           | 48               | 矢野謙次                 |
| 外野手           | 55               | 大田泰示                 |

| 北海道日本ハムファイターズ | 北海道日本ハムファイターズ | 北海道日本ハムファイターズ |
| -------------------------- | -------------------------- | -------------------------- |
| 監督                       | 80                         | 栗山英樹                   |
| コーチ                     | 78                         | 福良淳一（ヘッド）         |
| コーチ                     | 77                         | 芝草宇宙（投手）           |
| コーチ                     | 81                         | 吉井理人（投手）           |
| コーチ                     | 27                         | 中嶋聡（バッテリー兼捕手） |
| コーチ                     | 71                         | 渡辺浩司（打撃）           |
| コーチ                     | 72                         | 田中幸雄（打撃）           |
| コーチ                     | 85                         | 三木肇（内野守備走塁）     |
| コーチ                     | 87                         | 清水雅治（外野守備走塁）   |
| 投手                       | 13                         | 石井裕也                   |
| 投手                       | 16                         | 乾真大                     |
| 投手                       | 17                         | ブライアン・ウルフ         |
| 投手                       | 18                         | 斎藤佑樹                   |
| 投手                       | 19                         | 増井浩俊                   |
| 投手                       | 21                         | 武田久                     |
| 投手                       | 25                         | 宮西尚生                   |
| 投手                       | 29                         | 八木智哉                   |
| 投手                       | 32                         | 根本朋久                   |
| 投手                       | 33                         | 矢貫俊之                   |
| 投手                       | 34                         | 吉川光夫                   |
| 投手                       | 36                         | 中村勝                     |
| 投手                       | 38                         | 武田勝                     |
| 投手                       | 42                         | 木田優夫                   |
| 投手                       | 47                         | 森内壽春                   |
| 投手                       | 48                         | 谷元圭介                   |
| 投手                       | 62                         | ダスティン・モルケン       |
| 投手                       | 65                         | 多田野数人                 |
| 捕手                       | 22                         | 鶴岡慎也                   |
| 捕手                       | 27                         | 中嶋聡                     |
| 捕手                       | 28                         | 大野奨太                   |
| 捕手                       | 54                         | 近藤健介                   |
| 内野手                     | 3                          | 田中賢介                   |
| 内野手                     | 4                          | 飯山裕志                   |
| 内野手                     | 5                          | 小谷野栄一                 |
| 内野手                     | 6                          | 中田翔                     |
| 内野手                     | 8                          | 金子誠                     |
| 内野手                     | 9                          | マイカ・ホフパワー         |
| 内野手                     | 23                         | 二岡智宏                   |
| 内野手                     | 26                         | 西川遥輝                   |
| 内野手                     | 40                         | 岩舘学                     |
| 内野手                     | 45                         | 今浪隆博                   |
| 内野手                     | 56                         | 中島卓也                   |
| 内野手                     | 61                         | 杉谷拳士                   |
| 外野手                     | 7                          | 糸井嘉男                   |
| 外野手                     | 24                         | 陽岱鋼                     |
| 外野手                     | 41                         | 稲葉篤紀                   |
| 外野手                     | 44                         | 鵜久森淳志                 |
| 外野手                     | 51                         | 村田和哉                   |
| 外野手                     | 67                         | 紺田敏正                   |

## 試合経過等
| 日付                                    | 試合   | ビジター球団（先攻）       | スコア | ホーム球団（後攻）         | 開催球場   |
| --------------------------------------- | ------ | -------------------------- | ------ | -------------------------- | ---------- |
| 10月27日（土）                          | 第1戦  | 北海道日本ハムファイターズ | 1 - 8  | 読売ジャイアンツ           | 東京ドーム |
| 10月28日（日）                          | 第2戦  | 北海道日本ハムファイターズ | 0 - 1  | 読売ジャイアンツ           | 東京ドーム |
| 10月29日（月）                          | 移動日 | 移動日                     | 移動日 | 移動日                     | 移動日     |
| 10月30日（火）                          | 第3戦  | 読売ジャイアンツ           | 3 - 7  | 北海道日本ハムファイターズ | 札幌ドーム |
| 10月31日（水）                          | 第4戦  | 読売ジャイアンツ           | 0 - 1  | 北海道日本ハムファイターズ | 札幌ドーム |
| 11月1日（木）                           | 第5戦  | 読売ジャイアンツ           | 10 - 2 | 北海道日本ハムファイターズ | 札幌ドーム |
| 11月2日（金）                           | 移動日 | 移動日                     | 移動日 | 移動日                     | 移動日     |
| 11月3日（土）                           | 第6戦  | 北海道日本ハムファイターズ | 3 - 4  | 読売ジャイアンツ           | 東京ドーム |
| 優勝：読売ジャイアンツ（3年ぶり22回目） |        |                            |        |                            |            |

### 第1戦
○巨人 8 － 1 日本ハム●（東京ドーム）
|          | 1 | 2 | 3 | 4 | 5 | 6 | 7 | 8 | 9 | R | H  | E |
| -------- | - | - | - | - | - | - | - | - | - | - | -- | - |
| 日本ハム | 0 | 0 | 0 | 0 | 0 | 0 | 0 | 0 | 1 | 1 | 3  | 0 |
| 巨人     | 0 | 0 | 0 | 4 | 2 | 0 | 2 | 0 | X | 8 | 14 | 0 |

1. （巨人1勝0敗）
2. 日：●吉川（4回）‐ モルケン（0回1/3）‐ 森内（1回2/3）‐ 宮西（1回）‐ 矢貫（1回）
3. 巨：○内海（7回）‐ 福田（1回）‐ ゴンザレス（1回）
4. 勝利：内海（1勝）
5. 敗戦：吉川（1敗）
6. 本塁打
日：陽1号（9回1点・ゴンザレス）
巨：ボウカー1号（4回3点・吉川）
7. 審判
［球審］佐藤
［塁審］柳田（1B）、敷田（2B）、吉本（3B）
［外審］渡田（LL）、西本（RL）
8. 開始：18時11分　有料入場者：44,981人　時間：3時間13分

オーダー
| 日本ハム | 日本ハム | 日本ハム   |
| 打順     | 守備     | 選手       |
| -------- | -------- | ---------- |
| 1        | [中]     | 陽         |
| 2        | [二]     | 杉谷       |
|          | 二       | 西川       |
| 3        | [右]     | 糸井       |
| 4        | [左]     | 中田       |
| 5        | [一]     | 稲葉       |
| 6        | [三]     | 小谷野     |
| 7        | [遊]     | 金子誠     |
|          | 打       | 近藤       |
|          | 遊       | 中島卓     |
| 8        | [捕]     | 鶴岡       |
|          | 打捕     | 大野       |
| 9        | [投]     | 吉川       |
|          | 打       | 鵜久森     |
|          | 投       | モルケン   |
|          | 投       | 森内       |
|          | 投       | 宮西       |
|          | 打       | ホフパワー |
|          | 投       | 矢貫       |

| 巨人 | 巨人   | 巨人       |
| 打順 | 守備   | 選手       |
| ---- | ------ | ---------- |
| 1    | [中]右 | 長野       |
| 2    | [二]   | 寺内       |
|      | 打二   | 藤村       |
| 3    | [遊]   | 坂本       |
| 4    | [捕]   | 阿部       |
|      | 走左   | 鈴木尚     |
| 5    | [左]   | 高橋由     |
|      | 走中   | 松本哲     |
| 6    | [三]   | 村田       |
| 7    | [右]左 | 矢野       |
|      | 捕     | 實松       |
| 8    | [一]   | ボウカー   |
| 9    | [投]   | 内海       |
|      | 打     | 谷         |
|      | 投     | 福田       |
|      | 投     | ゴンザレス |

- ベンチ入り選手（出所: #外部リンクコナミ日本シリーズ2012公式サイト - 以下同じ）

日：
投手：石井、増井、武田久、多田野
野手：飯山、二岡（以上内野手）※控え捕手・外野手は全て出場
巨：
投手：高木康、マシソン、西村、山口、高木京、小山
野手：小笠原、石井、古城（以上内野手）※控え捕手・外野手は全て出場
巨人は、4回に阿部の適時打、ボウカーの3点本塁打で4点を先制した。阿部は5回にも適時打を、ボウカーは7回にも適時打を放ち、特にボウカーは計5打点を挙げた。チーム全体としても先発野手全員安打の14安打8得点でシリーズ初戦を制した。
日本ハムは、パ・リーグ最優秀防御率の吉川が打たれ、打線も糸井・中田・稲葉のクリーンナップが揃って無安打に終わり、8回まで巨人先発内海とその後を継いだ福田に無得点に抑えられ、最終回に陽のソロ本塁打で1点を返すに留まった。
- 国歌独唱・始球式

国歌独唱は鮫島有美子、始球式は当時東京北砂リーグ（リトルリーグ世界選手権優勝チーム）所属の清宮幸太郎が担当した。この5年後、清宮は日本ハムからドラフト1位指名を受けることとなる。

### 第2戦
○巨人 1 － 0 日本ハム●（東京ドーム）
|          | 1 | 2 | 3 | 4 | 5 | 6 | 7 | 8 | 9 | R | H | E |
| -------- | - | - | - | - | - | - | - | - | - | - | - | - |
| 日本ハム | 0 | 0 | 0 | 0 | 0 | 0 | 0 | 0 | 0 | 0 | 5 | 0 |
| 巨人     | 1 | 0 | 0 | 0 | 0 | 0 | 0 | 0 | X | 1 | 5 | 0 |

1. （巨人2勝0敗）
2. 日：●武田勝（6回）‐ 石井（1回）‐ 増井（1回）
3. 巨：○澤村（8回）‐ H山口（0回2/3）‐ Sマシソン（0回1/3）
4. 勝利：澤村（1勝）
5. セーブ：マシソン（1S）
6. 敗戦：武田勝（1敗）
7. 本塁打
巨：長野1号（1回1点・武田勝）
8. 審判
［球審］吉本
［塁審］敷田（1B）、渡田（2B）、西本（3B）
［外審］柿木園（LL）、小林和（RL）
9. 開始：18時10分　有料入場者：44,932人　時間：2時間51分

オーダー
| 日本ハム | 日本ハム | 日本ハム   |
| 打順     | 守備     | 選手       |
| -------- | -------- | ---------- |
| 1        | [中]左   | 陽         |
| 2        | [二]     | 西川       |
|          | 投       | 増井       |
| 3        | [右]中   | 糸井       |
| 4        | [左]     | 中田       |
|          | 一       | ホフパワー |
| 5        | [一]右   | 稲葉       |
| 6        | [三]     | 小谷野     |
| 7        | [遊]     | 金子誠     |
|          | 打       | 近藤       |
|          | 遊       | 飯山       |
|          | 打       | 二岡       |
| 8        | [捕]     | 大野       |
| 9        | [投]     | 武田勝     |
|          | 投       | 石井       |
|          | 打二     | 杉谷       |

| 巨人 | 巨人   | 巨人     |
| 打順 | 守備   | 選手     |
| ---- | ------ | -------- |
| 1    | [中]右 | 長野     |
| 2    | [二]   | 寺内     |
| 3    | [遊]   | 坂本     |
| 4    | [捕]   | 阿部     |
| 5    | [左]   | 高橋由   |
| 6    | [三]   | 村田     |
| 7    | [右]   | 矢野     |
|      | 打     | 小笠原   |
|      | 投     | 山口     |
|      | 投     | マシソン |
| 8    | [一]   | ボウカー |
| 9    | [投]   | 澤村     |
|      | 打     | 古城     |
|      | 走中   | 松本哲   |

- ベンチ入り選手

日：
投手：乾、武田久、宮西、矢貫、森内、多田野
野手：鶴岡（以上捕手）、中島卓（以上内野手）、鵜久森（以上外野手）
巨：
投手：高木康、西村、ゴンザレス、高木京、福田、小山
野手：實松（以上捕手）、藤村、石井（以上内野手）、谷、鈴木尚（以上外野手）
巨人の先発澤村は、1回表、試合開始の初球を陽に、さらには中田に、いずれも手に当たる死球を与えるという立ち上がりであった。さらに、牽制球のサインを見落とし、マウンド上で捕手の阿部に頭をはたかれる、というシーンもあったが、この回の失点は防いだ。巨人は、その裏の攻撃で長野の先頭打者本塁打による1点を、8回まで澤村が、9回は山口-マシソンの継投で守って連勝となった。公式戦で二軍に落ちた時期もあった澤村について、原監督も「クライマックスシリーズの時からひと皮、ワンランク上がったピッチングをしてくれている」と絶賛した（「澤村の牽制球」で、この試合について振り返られた2018年公式戦の場面）。
上記の本塁打を放った長野は、中堅手としての守備では、4回一死一塁の場面で、捕球の難しいバウンドの打球を二塁に素早く転送して、ダイレクトで捕れるか否かの判断のためにスタートの遅れた一塁走者稲葉を封殺とし、ピンチを防ぐことにも貢献した（打者小谷野には、珍しい中ゴロ（センターゴロ）が記録された）。
9回二死から登板したマシソンは、対戦した代打の二岡が初球を打って右翼手への飛球に倒れたため、日本シリーズ初の「1球セーブ」となった。
日本シリーズにおける初回先頭打者本塁打は、1999年第2戦の秋山幸二（当時ダイエー）以来13年ぶり史上11人目（12度目）で、巨人では1970年第4戦の高田繁以来42年ぶり史上3人目（3度目）となる。また、初回の1得点のみによる「スミ1勝利」は1994年第2戦に次いで史上2度目だが、初回先頭打者本塁打の1得点のみによる勝利は史上初である。
なお、上記死球を受けた中田は、4回裏の守備から途中交代し、翌試合からは出場したものの、後に骨折していたことが判明した（#第6戦（11月3日）参照）。澤村は、第3戦試合開始前に中田に謝罪した。

### 第3戦
○日本ハム 7 － 3 巨人●（札幌ドーム）
|          | 1 | 2 | 3 | 4 | 5 | 6 | 7 | 8 | 9 | R | H  | E |
| -------- | - | - | - | - | - | - | - | - | - | - | -- | - |
| 巨人     | 0 | 0 | 0 | 0 | 2 | 0 | 0 | 1 | 0 | 3 | 11 | 1 |
| 日本ハム | 0 | 2 | 3 | 0 | 0 | 1 | 0 | 1 | X | 7 | 12 | 0 |

1. （日本ハム1勝2敗）
2. 巨：●ホールトン（2回2/3）‐ 高木康（1回1/3）‐ 小山（1回1/3）‐ 高木京（0回2/3）‐ ゴンザレス（2回）
3. 日：○ウルフ（5回）‐ H宮西（1回）‐ 石井（1回）‐ 増井（1回)‐ 武田久（1回）
4. 勝利：ウルフ（1勝）
5. 敗戦：ホールトン（1敗）
6. 本塁打
日：稲葉1号（2回1点・ホールトン）
7. 審判
［球審］西本
［塁審］渡田（1B）、柿木園（2B）、小林和（3B）
［外審］佐藤（LL）、柳田（RL）
8. 開始：18時32分　有料入場者：36,942人　時間：4時間04分

オーダー
| 巨人 | 巨人 | 巨人     |
| 打順 | 守備 | 選手     |
| ---- | ---- | -------- |
| 1    | [右] | 長野     |
| 2    | [中] | 松本哲   |
| 3    | [遊] | 坂本     |
| 4    | [捕] | 阿部     |
|      | 捕   | 實松     |
| 5    | [指] | 高橋由   |
| 6    | [三] | 村田     |
| 7    | [一] | ボウカー |
|      | 打一 | 石井     |
| 8    | [左] | 亀井     |
| 9    | [二] | 寺内     |
|      | 打   | 古城     |

| 日本ハム | 日本ハム | 日本ハム   |
| 打順     | 守備     | 選手       |
| -------- | -------- | ---------- |
| 1        | [中]     | 陽         |
| 2        | [二]     | 今浪       |
| 3        | [右]     | 糸井       |
| 4        | [左]     | 中田       |
| 5        | [指]     | 稲葉       |
| 6        | [三]     | 小谷野     |
| 7        | [一]     | ホフパワー |
| 8        | [捕]     | 大野       |
|          | 捕       | 鶴岡       |
| 9        | [遊]     | 金子誠     |
|          | 遊       | 飯山       |

- ベンチ入り選手

巨：
投手：マシソン、西村、山口、福田
野手：藤村（以上内野手）、谷、鈴木尚、矢野（以上外野手）※控え捕手は全て出場
日：
投手：乾、矢貫、森内、多田野
野手：近藤（以上捕手）、二岡、西川、中島卓、杉谷（以上内野手）※控え外野手はベンチ入りなし

本拠地に戻った側の日本ハムは、2回に稲葉の本塁打などで2点を先制、3回には稲葉、小谷野、ホフパワーの連続適時打で3点を追加し、巨人の先発ホールトンを序盤で降板に追い込んだ。
巨人は、5回に2点、8回に1点を返したが、捕手の阿部が5回表に二塁ゴロを打った際の走塁時に右膝を痛めてその回裏の守備から退いた。一方の日本ハムは阿部の退いた後の6回と8回に、巨人投手の暴投により1点ずつ追加し、点をリードし続けた。なお阿部は、第4戦を欠場しベンチ入りメンバーからも外れた。

### 第4戦
○日本ハム 1x － 0 巨人●（札幌ドーム）
|          | 1 | 2 | 3 | 4 | 5 | 6 | 7 | 8 | 9 | 10 | 11 | 12 | R | H | E |
| -------- | - | - | - | - | - | - | - | - | - | -- | -- | -- | - | - | - |
| 巨人     | 0 | 0 | 0 | 0 | 0 | 0 | 0 | 0 | 0 | 0  | 0  | 0  | 0 | 7 | 1 |
| 日本ハム | 0 | 0 | 0 | 0 | 0 | 0 | 0 | 0 | 0 | 0  | 0  | 1x | 1 | 8 | 0 |

1. （日本ハム2勝2敗）
2. 巨：宮國（7回）‐ H福田（1回）‐ H山口（2回）‐ H高木京（1回）‐ ●西村（0回1/3）
3. 日：中村（7回）‐ H石井（1回）‐ H武田久（1回）‐ H増井（2回）‐ ○宮西（1回）
4. 勝利：宮西（1勝）
5. 敗戦：西村（1敗）
6. 審判
［球審］小林和
［塁審］柿木園（1B）、佐藤（2B）、柳田（3B）
［外審］吉本（LL）、敷田（RL）
7. 開始：18時30分　有料入場者：40,433人　時間：4時間15分

オーダー
| 巨人 | 巨人   | 巨人   |
| 打順 | 守備   | 選手   |
| ---- | ------ | ------ |
| 1    | [右]   | 長野   |
| 2    | [中]   | 松本哲 |
| 3    | [遊]   | 坂本   |
| 4    | [指]   | 高橋由 |
|      | 走指二 | 藤村   |
| 5    | [三]   | 村田   |
| 6    | [一]   | 小笠原 |
| 7    | [左]   | 矢野   |
| 8    | [二]   | 古城   |
|      | 打二   | 寺内   |
|      | 打     | 石井   |
|      | 投     | 山口   |
|      | 投     | 高木京 |
|      | 打     | 谷     |
|      | 投     | 西村   |
| 9    | [捕]   | 實松   |

| 日本ハム | 日本ハム | 日本ハム   |
| 打順     | 守備     | 選手       |
| -------- | -------- | ---------- |
| 1        | [中]     | 陽         |
| 2        | [二]     | 今浪       |
| 3        | [右]     | 糸井       |
| 4        | [左]     | 中田       |
| 5        | [指]     | 稲葉       |
| 6        | [三]一   | 小谷野     |
| 7        | [一]     | ホフパワー |
|          | 打       | 二岡       |
|          | 走遊     | 中島卓     |
| 8        | [捕]     | 鶴岡       |
|          | 打       | 杉谷       |
|          | 捕       | 大野       |
| 9        | [遊]     | 金子誠     |
|          | 打       | 西川       |
|          | 遊三     | 飯山       |

- ベンチ入り選手

巨：
投手：高木康、マシソン、野間口、小山
野手：加藤健（以上捕手）、亀井（以上内野手）、鈴木尚（以上外野手）
日：
投手：乾、矢貫、森内、多田野
野手：近藤（以上捕手）※控え内野手は全て出場、控え外野手はベンチ入りなし

「ともに平成生まれの投手の投げ合い」（日本シリーズ初）と言われた、この日の時点で20歳の両先発投手がともに7回まで投げて得点を許さず。その後、9回には両チームに二死満塁の好機があったが、巨人は代打石井が左飛に、日本ハムは代打杉谷が二ゴロにそれぞれ倒れ得点できず、試合は延長戦の12回表まで無得点で進んだ。12回裏、一死一塁の場面で大野が犠打を試みると、処理した西村の1塁への送球をベースカバー藤村が落球する失策で1死1・2塁という好機を作った。続く「守備の人」「伏兵」の飯山が、適時二塁打を放って、日本ハムのサヨナラ勝ちとなった。
延長戦に入っても無得点で終わった巨人は、打線の中軸でもある阿部の欠場も影響したとの見方もある。
なお、0‐0での延長戦突入は1970年第1戦以来42年ぶり史上4度目だが、11回まで両軍とも無得点を続けたのは史上初。シリーズでのサヨナラ勝ちは2009年第5戦の巨人（阿部の本塁打）以来史上33度目で、日本ハムのサヨナラ勝ちは1981年第1戦（井上弘昭のサヨナラ適時打）以来31年ぶり史上3度目、1‐0のサヨナラ勝ちは1970年第1戦の巨人（黒江透修の本塁打）以来42年ぶり史上2度目である。巨人の日本シリーズでのサヨナラ負けは、1994年第4戦以来18年ぶりである。
延長15回制の日本シリーズで12回に突入したのはこの試合が最後である。
- 始球式

藤井拓郎（コナミ水泳競技部所属・ロンドンオリンピック競泳男子4×100mリレー銀メダリスト）

### 第5戦
●日本ハム 2 － 10 巨人○（札幌ドーム）
|          | 1 | 2 | 3 | 4 | 5 | 6 | 7 | 8 | 9 | R  | H  | E |
| -------- | - | - | - | - | - | - | - | - | - | -- | -- | - |
| 巨人     | 0 | 2 | 3 | 1 | 2 | 0 | 0 | 0 | 2 | 10 | 15 | 0 |
| 日本ハム | 0 | 1 | 1 | 0 | 0 | 0 | 0 | 0 | 0 | 2  | 9  | 1 |

1. （日本ハム2勝3敗）
2. 巨：○内海（8回）‐ 西村（1回）
3. 日：●吉川（2回2/3）‐ 多田野（0回1/3）‐ 森内（2回）‐ モルケン（2回）‐ 斎藤佑（2回）
4. 勝利：内海（2勝）
5. 敗戦：吉川（2敗）
6. 本塁打
巨：ボウカー2号（2回2点・吉川）
7. 審判
［球審］柳田
［塁審］佐藤（1B）、吉本（2B）、敷田（3B）
［外審］西本（LL）、渡田（RL）
8. 開始：18時32分　有料入場者：40,579人　時間：3時間52分

オーダー
| 巨人 | 巨人   | 巨人     |
| 打順 | 守備   | 選手     |
| ---- | ------ | -------- |
| 1    | [右]   | 長野     |
|      | 走左   | 鈴木尚   |
| 2    | [中]   | 松本哲   |
| 3    | [遊]   | 坂本     |
|      | 二     | 古城     |
| 4    | [三]   | 村田     |
| 5    | [左]右 | 矢野     |
| 6    | [指]   | エドガー |
|      | 打指   | 高橋由   |
| 7    | [一]   | ボウカー |
| 8    | [二]遊 | 寺内     |
| 9    | [捕]   | 加藤健   |
|      | 打     | 石井     |
|      | 捕     | 實松     |

| 日本ハム | 日本ハム | 日本ハム   |
| 打順     | 守備     | 選手       |
| -------- | -------- | ---------- |
| 1        | [中]     | 陽         |
| 2        | [指]     | 杉谷       |
| 3        | [右]     | 糸井       |
| 4        | [左]     | 中田       |
| 5        | [三]     | 小谷野     |
| 6        | [一]     | 稲葉       |
| 7        | [遊]     | 金子誠     |
|          | 捕       | 大野       |
| 8        | [捕]     | 鶴岡       |
|          | 打       | 鵜久森     |
|          | 遊       | 中島卓     |
|          | 打       | ホフパワー |
| 9        | [二]     | 飯山       |
|          | 打二     | 岩舘       |

- ベンチ入り選手

巨：
投手：高木康、マシソン、山口、ゴンザレス、高木京、福田
野手：阿部、市川（以上捕手）、谷（以上外野手）※控え内野手は全て出場
日：
投手：石井、増井、武田久、宮西
野手：ホフパワー、二岡、今浪（以上内野手）※控え捕手・外野手は全て出場

先発投手は、両チームとも第1戦と同じとなった。
1回表、巨人はボウカーの本塁打で2点を先制した。第1戦と同様に、左投手の吉川が先発することが予想されながらの左打者ボウカーの起用が当たった形となった。
巨人は3回に3点を追加し、日本ハムの先発吉川を第1戦同様に試合前半での降板に追い込んだ。一方、日本ハムも、2回に金子、3回に糸井の適時打で1点ずつ返し、4回の表を迎えた。この回、無死一塁の場面で送りバントの構えをしている打者加藤に対し、2番手投手の多田野が内角高めの初球を投じたところ、加藤が大きくのけぞり、そのまま打席に倒れ込んだ。柳田球審は、その後に原監督のアピールを受け、死球に判定し、更に、多田野に対して日本シリーズ初となる危険球による退場処分を下した。この判定に対し、栗山監督が数分間に亘って柳田球審に強く抗議したものの、判定が覆ることはなかった。また、日本ハムの捕手鶴岡は「木の音がした」と主張している。そのまま倒れ込み、両手で頭部付近を押さえた加藤は、2009年のレギュラーシーズン中の試合で頭部に死球を受け、途中退場した過去もあってか、「前にも頭に当たったことがある。何が起こったのかなという感じだった」と試合後にコメントしている。日本シリーズでの退場処分は1969年第4戦の岡村浩二（当時阪急）以来43年ぶりで史上2人目（日本シリーズ初の退場事件）。多田野の退場について、メディアでは「誤審」とする論調が見られた。結局、巨人はこの回に坂本の犠牲飛球で追加点を挙げ、負傷の阿部に代わる捕手として起用された加藤は、その後の打席で2安打2打点とチームの勝利に貢献した。巨人の先発の内海は、8回を上記の2失点に抑えて2勝目を挙げた。

### 第6戦
○巨人 4 － 3 日本ハム●（東京ドーム）
|          | 1 | 2 | 3 | 4 | 5 | 6 | 7 | 8 | 9 | R | H | E |
| -------- | - | - | - | - | - | - | - | - | - | - | - | - |
| 日本ハム | 0 | 0 | 0 | 0 | 0 | 3 | 0 | 0 | 0 | 3 | 8 | 0 |
| 巨人     | 2 | 1 | 0 | 0 | 0 | 0 | 1 | 0 | X | 4 | 7 | 0 |

1. （巨人4勝2敗）
2. 日：武田勝（2回）‐ 谷元（3回）‐ H宮西（1回）‐ ●石井（1回）‐ 増井（1回）
3. 巨：澤村（6回）‐ H福田（0回2/3）‐ ○高木京（0回1/3）‐ Hマシソン（1回）‐ S山口（1回）
4. 勝利：高木京（1勝）
5. セーブ：山口（1S）
6. 敗戦：石井（1敗）
7. 本塁打
日：中田1号（6回3点・澤村）
巨：長野2号（2回1点・武田勝）
8. 審判
［球審］敷田
［塁審］吉本（1B）、西本（2B）、渡田（3B）
［外審］小林和（LL）、柿木園（RL）
9. 開始：18時11分　有料入場者：45,018人　時間：3時間22分

オーダー
| 日本ハム | 日本ハム | 日本ハム   |
| 打順     | 守備     | 選手       |
| -------- | -------- | ---------- |
| 1        | [中]     | 陽         |
| 2        | [二]遊   | 今浪       |
|          | 打       | 鶴岡       |
| 3        | [右]     | 糸井       |
| 4        | [左]     | 中田       |
| 5        | [一]     | 稲葉       |
| 6        | [三]     | 小谷野     |
| 7        | [遊]     | 金子誠     |
|          | 走遊     | 中島卓     |
|          | 打二     | 杉谷       |
| 8        | [捕]     | 大野       |
| 9        | [投]     | 武田勝     |
|          | 打       | 近藤       |
|          | 投       | 谷元       |
|          | 打       | 村田       |
|          | 投       | 宮西       |
|          | 打       | ホフパワー |
|          | 投       | 石井       |
|          | 投       | 増井       |
|          | 打       | 二岡       |
|          | 走       | 飯山       |

| 巨人 | 巨人 | 巨人     |
| 打順 | 守備 | 選手     |
| ---- | ---- | -------- |
| 1    | [右] | 長野     |
| 2    | [中] | 松本哲   |
| 3    | [遊] | 坂本     |
| 4    | [捕] | 阿部     |
| 5    | [三] | 村田     |
| 6    | [左] | 矢野     |
|      | 投   | 山口     |
| 7    | [一] | ボウカー |
| 8    | [二] | 寺内     |
| 9    | [投] | 澤村     |
|      | 打   | エドガー |
|      | 投   | 福田     |
|      | 投   | 高木京   |
|      | 投   | マシソン |
|      | 左   | 鈴木尚   |

- ベンチ入り選手

日：
投手：乾、武田久、矢貫、モルケン
野手：※控え野手は全て出場
巨：
投手：高木康、西村、ゴンザレス
野手：實松、加藤（以上捕手）藤村、石井、古城（以上内野手）、谷、高橋由（以上外野手）
先発投手は、両チームとも第2戦と同じとなった。
巨人は1回裏に矢野の適時打で2点を挙げ、第2戦同様初回に先制した。さらに2回裏、長野が第2戦同様に日本ハムの先発・武田勝からソロ本塁打を放って追加点を挙げた。
武田勝は3回表に回ってきた打順で代打を送られるが、日本ハムは6回表、中田の3点本塁打で同点に追いつく。さらに7回表、二死満塁と勝ち越しの好機を作るが、糸井が巨人が投入した高木京に右飛に抑えられ、無得点となった。その裏の攻撃の巨人は、2試合の欠場を経て復帰した阿部の適時打で勝ち越した。
9回表の日本ハムは1死から二岡が四球、2死1塁から代打鶴岡が右前安打で2死1・2塁と一打同点のチャンスを作るが、糸井が遊撃ゴロに倒れて試合終了。3年ぶり22度目の日本一となった。高木京は平成生まれの投手として、初の日本シリーズ勝利投手となった。
巨人が本拠地、東京ドームで日本一を決めたのは2000年以来12年ぶり。
この試合で本塁打を放った日本ハムの中田は、第2戦で澤村から受けた死球による負傷がこの時点で打撲と発表されていたが、日本シリーズ終了後の診断で骨折していたということが明らかにされている。
一方で、この試合出場も危ぶまれていた中で7回裏に決勝の適時打を放った阿部の場面について、原監督は試合後「これがジャイアンツ魂」と称賛した。
日本ハムの糸井は翌年1月にオリックスにトレードされたため、この試合が日本ハムの選手として最後の試合となった。

## 表彰選手
最高殊勲選手賞
- 内海哲也（巨人）

第1戦と第5戦に先発し2勝0敗、防御率1.20（投球回数15回、自責点2）の好成績を残す。巨人の投手によるシリーズMVPは1994年の槇原寛己以来18年ぶり5人目（7度目）で、左腕投手としては巨人から初受賞。
優秀選手賞
- 阿部慎之助（巨人）

打率.250（12打数3安打）ながら第1戦での先制打を含む2本の適時打、日本一を決めた第6戦でも決勝点となる適時打を放ち、優勝に貢献した。
- ジョン・ボウカー（巨人）

打率.176（17打数3安打）ながらも、第1戦と第5戦に吉川から本塁打を放つなど7打点の活躍。打ったヒットが全て打点に繋がった。
- 長野久義（巨人）

第2戦と第6戦に武田勝から本塁打。打率.375（24打数9安打）、2打点。6試合連続安打。
敢闘選手賞
- 稲葉篤紀（日本ハム）

打率.391（23打数9安打）、2打点でシリーズ首位打者。第3戦でホールトンから本塁打。
また、これらに加えて冠スポンサーのコナミが「コナミ特別賞」として5つの個人賞を用意。受賞した選手にはコナミから賞金が贈られた。なお､｢特別賞｣の受賞選手は、大会期間中にコナミのウェブサイトでのファン投票で決定。
- みんなで選ぶコナミ賞：阿部慎之助（巨人）
- ドリームナイン賞：稲葉篤紀（日本ハム）
- BASEBALL HEROES賞：松本哲也（巨人）

第3戦でチームを救う好守を連発。打撃面でも打率.357（14打数5安打）、1打点、6犠打（6試合シリーズでの新記録）。
- パワフルプロ野球賞：長野久義（巨人）
- プロ野球スピリッツ賞：内海哲也（巨人）

## テレビ・ラジオ中継

### テレビ中継
前年度同様、全試合で地上波放送による全国中継が行われた（一部の試合で一部地域を除く）。
第1戦（10月27日）
- 日本テレビ（NTV）≪日本テレビ系列…UMKを除く≫
  - 実況：、解説：、リポーター：（、巨人サイド）、（、日本ハムサイド）
  - 放送時間：18:05 - 21:34（40分延長。18:00 - 18:05までは『日本シリーズ直前情報』を放送）
BS日テレでは同日23:00 ‐ 23:54にダイジェストを放送。
- 日テレG+（有料CS）
  - 実況：、解説：、リポーター：（、巨人サイド）、（、日本ハムサイド）
  - 放送時間：17:30 - 22:00（試合終了まで）

第2戦（10月28日）
- 日本テレビ（NTV）≪日本テレビ系列≫
  - 実況：、解説：、リポーター：（、巨人サイド）、（、日本ハムサイド）
  - 放送時間：18:05 - 21:14（20分延長）
- 日テレG+
  - 実況：、解説：、リポーター：（、巨人サイド）、（、日本ハムサイド）
  - 放送時間：17:30 - 22:00（試合終了まで）
- NHK BS1
  - 実況：、解説：、リポーター：（、巨人サイド）、（、日本ハムサイド）
  - 放送時間：18:00 - 21:20

第3戦（10月30日）
- 北海道テレビ放送（HTB）≪テレビ朝日系列　制作：テレビ朝日　制作協力：HTB・ABC・KBC≫
  - 実況：、解説：、リポーター：（、日本ハムサイド）、（、巨人サイド）
  - 放送時間：18:15 - 21:45（4分延長。以降は後番組の『報道ステーション』内で試合終了まで放送[29]）
朝日ニュースターでは翌0:00 ‐ 4:00に録画再放送
- NHK BS1
  - 実況：、解説：、リポーター：（、日本ハムサイド）、（、巨人サイド）
  - 放送時間：18:15 - 22:50（60分延長）
NHKワールド・プレミアムでも18:15 - 21:00に同時放送（延長なし）。ただし、19:00 - 19:30は「NHKニュース7」により中断。

第4戦（10月31日）
- 北海道文化放送（UHB）≪フジテレビ系列…TOS除く　制作：UHB・CX≫
  - 実況：、解説：、リポーター：（、日本ハムサイド）、（、巨人サイド）
  - 放送時間：18:20 - 22:54（120分延長。以降の番組は、120分繰り下げ） 
フジテレビONEでは同日24:00 ‐ 28:40に録画再放送
- NHK BS1
  - 実況：、解説：、リポーター：（、日本ハムサイド）、（、巨人サイド）
  - 放送時間：18:15 - 23:00（70分延長）
NHKワールド・プレミアムでも18:15 - 21:00に同時放送（延長なし）。ただし、19:00 - 19:30は「NHKニュース7」により中断。

第5戦（11月1日）
- 北海道テレビ放送（HTB）≪テレビ朝日系列　制作：テレビ朝日　制作協力：HTB・ABC・KBC≫
  - 実況：、解説：、リポーター：（、日本ハムサイド）、（、巨人サイド）
  - 放送時間 :18:15[30] - 21:45（4分延長。以降は後番組の『報道ステーション』内で試合終了まで放送）
朝日ニュースターでは翌0:00 ‐ 4:00に録画再放送

第6戦（11月3日）
- 日本テレビ（NTV）≪日本テレビ系列…UMKを除く≫
  - 実況：、解説：、リポーター：（、巨人サイド）、（、日本ハムサイド）
  - 放送時間：18:05 - 21:49（55分延長。18:00 - 18:05までは『日本シリーズ直前情報』を放送）
BS日テレでは同日23:00 ‐ 23:54にダイジェストを放送。
- 日テレG+
  - 実況：、解説：、リポーター：（、巨人サイド）、（、日本ハムサイド）
  - 放送時間：17:30 - 23:30（試合終了後の共同記者会見及び祝勝会まで放送）

第7戦が開催されていた場合の放送予定は以下の通り。
- 日本テレビ（NTV）≪日本テレビ系列≫
  - 実況：、解説：、リポーター：（、巨人サイド）、（、日本ハムサイド）
- 日テレG+
  - 実況：、解説：、リポーター：（、巨人サイド）、（、日本ハムサイド）

※視聴率は（ビデオリサーチ調べ）、第1戦は17.3%（関東）、29.4%（札幌）。 第2戦は17.5%（関東）、27%（札幌）。第3戦は13.7%（関東）、29.8%（札幌）。第4戦は17.4%（関東）、33.6%（札幌）。第5戦は19.3%（関東）、36.4%（札幌）。第6戦は23.3%（関東）、38.3%（札幌）だった。

### ラジオ中継
公式戦で巨人主管試合の中継権を持つアール・エフ・ラジオ日本は、今年度は局の方針として、ホームゲーム・ビジターゲームに関係なく全試合で中継を行わなかった。これにより岐阜放送（GBS）・ラジオ関西（CRK）でも中継が行われなかった。
在札局のビジターゲーム中継は、JRN系列の北海道放送（HBC）が敵地乗り込み自社制作で中継を行った。対照的にNRN系列のSTVラジオは在京キー局のニッポン放送（LF、第1戦・第7戦）および文化放送（QR、第2戦・第6戦）からネット受けで放送し、ベンチリポーターの派遣も行われなかった。
札幌ドーム開催試合における在札局の中継体制は、HBCが3試合全て北海道ローカル中継とJRN系列への裏送り中継の二重制作となった一方、STVはNRN向け中継を自社でも放送した。一方の在京キー局の中継体制は、JRNキー局のTBSラジオが2009年以来3年ぶりに関東圏外の試合の自社制作を行った（3試合全て自社制作）。また、NRNキー局はLFが例年通り3試合全て自社制作を行ったものとは対照的に、QRはNRN加盟各局への送り出しキー局を担当しない第3戦と第5戦の2試合で自社制作を行い、第4戦はSTVからのネット受けを行ったが、同試合の中継に自社解説者を派遣し、STV解説者とのダブル解説で放送した。
以下、放送時間は幹事局のものを掲載。ただし、札幌ドームでのHBC制作JRN系列全国向け裏送り分については、制作局と系列キー局ともに未放送のため非掲載。
第1戦（10月27日）
- NHKラジオ第1≪全国放送≫
  - 実況：渡辺憲司（BK）、解説：鈴木啓示、リポーター：石川洋（AK、巨人サイド）、北野剛寛（IK、日本ハムサイド）
  - 放送時間：18:05 - （試合終了まで）
- TBSラジオ≪JRN…CBC・ABC他≫
  - 実況：林正浩、解説：佐々木主浩、リポーター：椎野茂（巨人サイド）、戸崎貴広（日本ハムサイド）
  - 放送時間：18:00 - （試合終了まで）
- ニッポン放送（LF）≪NRN…STV・SF・MBS≫
  - 実況：松本秀夫、解説：江本孟紀、リポーター：胡口和雄（巨人サイド）、山内宏明（日本ハムサイド）
  - 放送時間：17:50 - （試合終了まで）
- 文化放送（QR）≪関東広域圏ローカル≫
  - 実況：斉藤一美、解説：工藤公康、リポーター：槇嶋範彦（巨人サイド）、飯塚治（日本ハムサイド）
  - 放送時間：17:45 - （試合終了まで）
- 北海道放送（HBC）≪北海道ローカル≫
  - 実況：卓田和広、解説：岩本勉、リポーター：水野善公（日本ハムサイドのみ）
  - 放送時間：17:50 - （試合終了まで）

第2戦（10月28日）
- NHKラジオ第1≪全国放送≫
  - 実況：小野塚康之（FK）、解説：山本和行、リポーター：星野圭介（AK、巨人サイド）、北野剛寛（IK、日本ハムサイド）
  - 放送時間：18:05 - （試合終了まで）
- TBSラジオ≪JRN…CBC・ABC他≫
  - 実況：椎野茂、解説：槙原寛己、リポーター：戸崎貴広（巨人サイド）、初田啓介（日本ハムサイド）
  - 放送時間：18:00 - （試合終了まで）
- ニッポン放送（LF）≪関東広域圏ローカル≫
  - 実況：煙山光紀、解説：田尾安志、リポーター：胡口和雄（巨人サイド）、山内宏明（日本ハムサイド）
  - 放送時間：17:30 - （試合終了まで）
- 文化放送（QR）≪NRN…STV・SF・MBS≫
  - 実況：槇嶋範彦、解説：東尾修、ゲスト解説：栗山巧（埼玉西武ライオンズ）、リポーター：斉藤一美（両サイド兼務）
  - 放送時間：17:55 - （試合終了まで）
- 北海道放送（HBC）≪北海道ローカル≫
  - 実況：水野善公、解説：金石昭人、リポーター：卓田和広（日本ハムサイドのみ）
  - 放送時間：17:50 - （試合終了まで）

第3戦（10月30日）
- NHKラジオ第1≪全国放送≫
  - 実況：豊原謙二郎（HK）、解説：大島康徳、リポーター：北野剛寛（IK、日本ハムサイド）、宮田貴行（AK、巨人サイド）
  - 放送時間：18:25 - （試合終了まで）
- 北海道放送（HBC）≪北海道ローカル≫
  - 実況：川畑恒一、解説：新谷博、リポーター：水野善公（日本ハムサイドのみ）
  - 放送時間：17:57 - （試合終了まで）
- JRN系列への裏送り≪JRN…CBC・MBS他　制作：HBC≫
  - 実況：渕上紘行（HBC）、解説：岩本勉、リポーター：水野善公（HBC、日本ハムサイド）、林正浩（TBS、巨人サイド）
- STVラジオ≪NRN…SF・ABC≫
  - 実況：岡本博憲、解説：水上善雄、リポーター：萩原隆雄（日本ハムサイド）、師岡正雄（LF、巨人サイド）
  - 放送時間：18:00 - （最大延長23:46まで[32]）
- TBSラジオ≪関東広域圏ローカル≫
  - 実況：戸崎貴広、解説：元木大介、リポーター：初田啓介（日本ハムサイド）、林正浩（巨人サイド）
  - 放送時間：17:56 - （試合終了まで）
- ニッポン放送（LF）≪関東広域圏ローカル≫
  - 実況：胡口和雄、解説：板東英二、リポーター：山内宏明（日本ハムサイド）、師岡正雄（巨人サイド）
  - 放送時間：17:30 - （試合終了まで）
- 文化放送（QR）≪関東広域圏ローカル≫
  - 実況：飯塚治、解説：駒田徳広、ゲスト解説：西本聖[33]（前千葉ロッテマリーンズ投手コーチ）
リポーター：斉藤一美（日本ハムサイド）、鈴木光裕（巨人サイド）
  - 放送時間：17:50 - （試合終了まで）

第4戦（10月31日）
- NHKラジオ第1≪全国放送≫
  - 実況：広坂安伸（CK）、解説：武田一浩、リポーター：北野剛寛（IK、日本ハムサイド）、宮田貴行（AK、巨人サイド）
  - 放送時間：18:25 - （試合終了まで）
- 北海道放送（HBC）≪北海道ローカル≫
  - 実況：山内要一、解説：大宮龍男、リポーター：水野善公（日本ハムサイドのみ）
  - 放送時間：17:57 - （試合終了まで）
- JRN系列への裏送り≪JRN…CBC・MBS他　制作：HBC≫
  - 実況：川畑恒一（HBC）、解説：新谷博、リポーター：水野善公（HBC、日本ハムサイド）、戸崎貴広（TBS、巨人サイド）
- STVラジオ≪NRN…QR・SF・ABC他≫
  - 実況：永井公彦、解説：駒田徳広[34]、西崎幸広、リポーター：岡本博憲（日本ハムサイド）、鈴木光裕（QR、巨人サイド）
  - 放送時間：18:00 - （最大延長23:46まで[32]）
- TBSラジオ≪関東広域圏ローカル≫
  - 実況：初田啓介、解説：緒方耕一、リポーター：林正浩（日本ハムサイド）、戸崎貴広（巨人サイド）
  - 放送時間：17:56 - （試合終了まで）
- ニッポン放送（LF）≪関東広域圏ローカル≫
  - 実況：師岡正雄、解説：大矢明彦、リポーター：山内宏明（日本ハムサイド）、胡口和雄（巨人サイド）
  - 放送時間：17:30 - （試合終了まで）

第5戦（11月1日）
- NHKラジオ第1≪全国放送≫
  - 実況：伊藤慶太（BK）、解説：梨田昌孝、リポーター：北野剛寛（IK、日本ハムサイド）、宮田貴行（AK、巨人サイド）
  - 放送時間：18:25 - （試合終了まで）
- 北海道放送（HBC）≪北海道ローカル≫
  - 実況：渕上紘行、解説：岩本勉、リポーター：川畑恒一（日本ハムサイドのみ）
  - 放送時間：17:57 - （試合終了まで）
- JRN系列への裏送り≪JRN…CBC・MBS他　制作：HBC≫
  - 実況：卓田和広（HBC）、解説：大宮龍男、リポーター：川畑恒一（HBC、日本ハムサイド）、初田啓介（TBS、巨人サイド）
- STVラジオ≪NRN…SF・ABC他≫
  - 実況：永井公彦、解説：水上善雄、ゲスト解説：川崎憲次郎（千葉ロッテマリーンズ次期ブルペン投手コーチ）、リポーター：萩原隆雄（日本ハムサイド）、師岡正雄（LF、巨人サイド）
  - 放送時間：18:00 - （最大延長23:46まで[32]）
- TBSラジオ≪関東広域圏ローカル≫
  - 実況：林正浩、解説：佐々木主浩、リポーター：戸崎貴広（日本ハムサイド）、初田啓介（巨人サイド）
  - 放送時間：17:56 - （試合終了まで）
- ニッポン放送（LF）≪関東広域圏ローカル≫
  - 実況：山田透、解説：野村克也、リポーター：山内宏明（日本ハムサイド）、師岡正雄（巨人サイド）
  - 放送時間：17:30 - （試合終了まで）
- 文化放送（QR）≪関東広域圏ローカル≫
  - 実況：鈴木光裕、解説：大塚光二、ゲスト解説：土井正博（前埼玉西武ライオンズヘッドコーチ）
リポーター：斉藤一美（日本ハムサイド）、高橋将市（巨人サイド）
  - 放送時間：17:50 - （試合終了まで）

第6戦（11月3日）
- NHKラジオ第1≪全国放送≫
  - 実況：工藤三郎（AK）、解説：小早川毅彦、リポーター：星野圭介（AK、巨人サイド）、北野剛寛（IK、日本ハムサイド）
  - 放送時間：18:05 - （試合終了まで）
- TBSラジオ≪JRN…CBC・ABC他≫
  - 実況：戸崎貴広、解説：牛島和彦、リポーター：初田啓介（巨人サイド）、水野善公（HBC、日本ハムサイド）
  - 放送時間：18:00 ‐ （試合終了まで）
- ニッポン放送（LF）≪関東広域圏ローカル≫
  - 実況：山内宏明、解説：達川光男、リポーター：師岡正雄（巨人サイド）、松本秀夫（日本ハムサイド）
  - 放送時間：17:50 - （試合終了まで）
- 文化放送（QR）≪NRN…STV・SF・MBS≫
  - 実況：高橋将市、解説：山崎裕之、ゲスト解説：栗山巧（埼玉西武ライオンズ）、リポーター：飯塚治（両サイド兼務）
  - 放送時間：17:45 - （試合終了まで）
- 北海道放送（HBC）≪北海道ローカル≫
  - 実況：川畑恒一、解説：金石昭人、リポーター：水野善公（日本ハムサイドのみ）
  - 放送時間：17:50 - （試合終了まで）

第7戦が開催されていた場合の放送予定は以下の通り。
- NHKラジオ第1≪全国放送≫　実況：道谷眞平（LK）、解説：武田一浩
- TBSラジオ≪JRN…CBC・ABC他≫　実況：初田啓介、解説：衣笠祥雄
- ニッポン放送（LF）≪NRN…STV・SF・MBS≫　実況：松本秀夫、解説：黒木知宏
- 文化放送（QR）≪関東広域圏ローカル≫　実況：斉藤一美、解説：松沼雅之、ゲスト解説：栗山巧（埼玉西武ライオンズ）
- 北海道放送（HBC）≪北海道ローカル≫　実況：水野善公、解説：新谷博、リポーター：川畑恒一（日本ハムサイドのみ）